# Erich Liebermann von Sonnenberg
Erich Ludwig Liebermann von Sonnenberg (* 27. Dezember 1885 in Kassel; † 11. März 1941 in Berlin-Wilmersdorf) war ein deutscher Jurist und Kriminalpolizist, der zur Zeit des Nationalsozialismus die Berliner Kriminalpolizei von 1935 bis 1937 leitete.

## Leben
Nach einem Jurastudium seit 1905 in Berlin und dem Referendarsexamen 1908 trat Liebermann von Sonnenberg 1910 in die Kriminalpolizei ein. Im Ersten Weltkrieg war er Infanterist und Leutnant d. R. und erhielt 1915 das Eisernen Kreuz I. Klasse.
Zur Zeit der Weimarer Republik publizierte er als Kriminalkommissar in Fachzeitschriften und entwickelte die Theorie der geborenen Berufsverbrecher weiter, die man von der Gesellschaft aussondern müsse. Auch sprach er sich für Zwangssterilisierungen von Verbrechern, Alkoholikern und Epileptikern aus. 1923 gehörte er zur deutschen Delegation bei der Gründung der Internationalen Kriminalpolizeilichen Kommission (Interpol) in Wien. Im Berliner Polizeipräsidium leitete er die Deutsche Zentralstelle zur Bekämpfung von Geldfälschungen.
Im NS-Staat gefördert von Kurt Daluege, stieg er 1933 zum Leiter des preußischen Landeskriminalpolizeiamts (LKPA) und stellvertretenden Leiter der Berliner Kriminalpolizei als Nachfolger von Willy Gay auf, am 8. Juni 1935 zum Leiter. Er sorgte für die Einführung der Vorbeugehaft im November 1933 und zog 1936 eine Erfolgsbilanz in der Verbrechensbekämpfung. Bereits 1937 wurde er im Zuge der Polizeireform dem Hauptamt Ordnungspolizei zugeteilt. In dieser Position entwickelte er, gemeinsam mit Artur Kääb, die Reichsmeldeordnung von 1938 und die neuartige „Volkskartei“ 1939 mit allen Personen vom 5. bis zum 70. Lebensjahr. 1941 wurde er zum Ministerialrat befördert, doch starb er im gleichen Jahr nach kurzer Krankheit.
Von 1904 bis 1914 gehörte er zur antisemitischen Deutschsozialen Partei, von 1919 bis 1931 zur DNVP. Zum 1. Dezember 1932 trat er in die NSDAP ein (Mitgliedsnummer 1.400.013).

## Trivia
Von Sonnenberg wird die Erfindung des 1926 erstmals verwendeten Slogans „Die Polizei – Dein Freund und Helfer“ zugeschrieben. Ebenso wird auf den damaligen Preußischen Innenminister, Carl Severing, verwiesen, der ihn bei der Eröffnungsrede zur Internationalen Berliner Polizeiausstellung leicht abgewandelt gebrauchte. Fest steht, dass der damalige Berliner Polizeipräsident Albert Grzesinski den Slogan im Vorwort eines Buchs zu besagter Polizei-Ausstellung zum ersten Mal offiziell verwendete. Der Slogan war zudem der Leitspruch der Ausstellung („Die Polizei, dein Freund und Helfer – Bitte treten Sie näher!“). 1937 verwendete ihn Heinrich Himmler in einem Geleitwort des Buchs „Die Polizei – einmal anders“ (Franz-Eher-Verlag, München), von Helmuth Koschorke.

## Schriften
- Juweliereinbrecher und Goldwarenhehler, in: ArchKrim 70 (1918), S. 200–214.
- Von Einbrechern und ihren Wegen, in: ArchKrim 77 (1925), S. 13–18.
- mit Otto Trettin: Kriminalfälle, Berlin 1934
- Bilanz der Kriminalpolizei, in: KM 10 (1936), S. 97–101.
- Kurt Daluege unter Mitarbeit von Regierungsdirektor Liebermann v. Sonnenberg: * Nationalsozialistischer Kampf gegen das Verbrechertum, Eher, München 1936
- Übersetzer: Gesetz in der Wildnis nach Berichten der kanadischen Polizei v. T. Morris Longstreth, Henry Vernon, Scherl, Berlin 1938
- mit Artur Kääb: Die Reichsmeldeordnung vom 6. Januar 1939, München 1938
- Die Volkskartei, Kommunalschriften-Verlag, München 1939 u.ö.